# Jonathan Mingo
Jonathan Ondreal Mingo (Brandon, Misisipi; 20 de abril de 2001) más conocido como Jonathan Mingo, es un jugador profesional estadounidense de fútbol americano, se desempeña en la posición de wide receiver en Carolina Panthers, en la National Football League (NFL).

## Carrera
Hizo su debut profesional con el equipo Carolina Panthers, lleva jugando una temporada, comenzó en el 2023.